# Демивьерж
Демивьерж (dəmiˈvjɛrʒ, от франц. demi — половина, и vierge — девственница) — неформальное название девушки или молодой женщины, которая ведёт себя как сексуально опытная женщина по отношению к мужчинам, но ещё не имела вагинального полового акта.
Часто изображается как соблазнительница, которая искушает пожилого мужчину, но никогда не может по-настоящему завладеть им. Амбивалентность подчёркивается связью физической девственности с «нецеломудренными идеями». Согласно Лисси Винтерхофф, «полудевственница» принадлежит к литературному женскому типу хрупкой женщины, к которому также относятся «femme enfant» (женщина-ребёнок), «femme incompris» (непонятая женщина) и «милая девочка». Термин, вероятно, восходит к роману Марселя Прево «Les Demi-Vierges» (Париж, 1894). Он был принят Антоном Линднером в его работе 1897 года The Barrisons, замаскированной под перевод с французского, которая изображала вымышленные судьбы сестёр Баррисон, популярной в то время танцевальной группы. Эдуард Штукен опубликовал стихотворение под названием «Деми-вьерж» в своей книге стихов 1898 года «Баллады». В конце XIX — начале XX века слово проникло в разговорный язык, а позднее и в научный язык.
Словарь иностранных слов А. Н. Чудинова 1910 года толковал это слово так:

Демивиерж (фр. demi-vierges — полудевы). Молодые девушки, преждевременно знакомые с самыми интимными сторонами жизни и, физически оставаясь девами, не уступают в опытности замужним женщинам.